# Buzz Lightyear
Buzz Lightyear er en fiktiv person, der første gang optrådte i den CGI animerede film Toy Story, og dens fortsættelse Toy Story 2, samt i Toy Story 3. Han optrådte også i filmen Buzz Lightyear fra Star Command: Eventyret begynder og tv-serien Buzz Lightyear fra Star Command. Hans ofte gentagede replik er "Mod det uendelige univers” (To Infinity... and Beyond). Mens Thomas Eje (på engelsk Tim Allen) lagde stemme til karakteren i Toy Story filmene, var det Johan Vinde (på engelsk Patrick Warburton), der lagde stemme stemme til ham i tv-filmen og tv-serien, og Pat Fraley lagde stemme til Buzz Lightyear i Toy Story-videospillene, der ikke blev oversat til dansk.
I biograffilmen, er Buzz portrætteret som et legetøj — en rum-actionfigur — hvorimod fjernsynsudgaven følger den fiktive space rangers eventyr, som legetøjet er baseret på. Lightyear blev inspireret af astronauten Buzz Aldrin og blev skabt af animatoren John Lasseter.

## Historie
Vi ser for første gang Buzz Lightyear som en fødselsdagsgave til drengen Anders (Andy). På dette tidspunkt, ved Buzz Lightyear ikke at han er et legetøj, og betragter sig selv som den virkelige Buzz Lightyear. Han tror også at alt hans udstyr, er fuldt funktionært, og ved ikke at hans kommunikator er et klistermærke, og hans laser er en LED, etc. Disse tankegange skaber store konflikter mellem Buzz Lightyear og Woody, Anders tidligere favorit legetøj. Det andet legetøj på Anders værelse, er tiltrukket af Buzzs selvsikre og seje leder attitude, men Woody bliver stigende jaloux og han prøver på et tidspunkt at få Buzz Lightyear til at falde ned bag Anders bord. I stedet falder Buzz Lightyear ud af vinduet og bliver betragtet som forsvundet. Under denne periode, lykkes det Buzz at overleve og redder Woody adskillige gange på grund af det faktum at han stadig tror at han er en space ranger. Ved både at være snu og anvende sin smidighed, lykkedes dem for at komme igennem alle forhindringer med Woody indtil han opdager sandheden. Til sidst møder Buzz Lightyear og Woody en masse begivenheder, og her går det op for Buzz at han i virkeligheden er et legetøj og accepterer situationen. Han slår sig sammen med Woody for at besejre det legetøjs-ødelæggende barn Svend Phillips (Sid) og sammen bliver de i stand til at genforene sig med Anders andet legetøj.
I Toy Story 2, leder Buzz Slinky Dog, Mr. Potato Head, Rex, og Basse på en mission om at finde og redde Woody efter han blev stjålet af ejeren af Al's Toy Barn Al McWhiggin, der skulle bruge ham til sin samling. Efter at have vedligeholdt alle sine evner, lykkedes det Buzz at finde vejen til Woody og finde ’synderen’, efter at de har navigeret sig gennem trafik, elevatore, biler, lufthavne og fly. På et tidspunkt i filmen, mens Buzz efterforsker Al's Toy Barn (legetøjsbutikken) bliver han taget til fange af en nyere Buzz Lightyear actionfigur og bliver midlertidigt udskiftet, der vises at alle af hans slags legetøj deler den samme uvidenhed om deres eksistens som legetøj som den Buzz engang havde. I slutningen af filmen, indgår Buzz og comboydukken Jessie i et forhold enter (på samme måde som Woody og Bodil). Til slut ser man Woody og Buzz, og deres respective kærester se Wheezy synge "Du har en ven i mig".

## Karakteristik
Buzz er en space ranger fra Den Intergallaktiske Alliance (Intergalactic Alliance) og er stationeret i Gamma Quadrant i Sektor 4. Han er kaptajn af Alliance Holdet Lightyear og er kendt for sin tapperhed og modighed. Buzz tror at ved at følge regler, er den måde man burde leve sit liv. Selvom han er en stor leder, kan til tider abstrahere fuldstændig fra sine følelser, en af hans største karakter svagheder. Det siges at Buzz er Kejser Zurg's søn (ligesom Star Wars Episode V: Imperiet slår igen) som nævnt i Toy Story 2, men i Buzz Lightyear fra Star Command, afsløres det at det er en fælde, der skal fange Buzz, der ikke tager sig i akt. Dette viser at Buzz ikke kender sin far. Buzz er trænet i adskillige former for kampkunst og er en højt dygtig kriger i nærkamp. Ved at være i en høj fysisk tilstand, udmærker Buzz sig som en perfekt space ranger og er et godt eksempel for mange.

## Buzz’s dragt
Buzz bærer en temmelig højteknologisk rumdragt, svarende til dem astronauterne bruger, men er mere strømlinet. Dragtens bryst har et kontrolpanel. På venstre side af dragten, er der placeret en stor rød knap, der aktiverer, dragtens flyvesystem. Når den er aktiveret, vil vingerne på dragtens rygsæk udfolde sig, og boosterne på bunden af pakken vil antænde, hvilket gør det muligt for brugeren at flyve. Siderne på vingerne har lys, der blinker rødt og grønt, hvilket indikerer styrbord og bagbord, for at forhindre enhver kollision i luften. Knapperne på højre side af dragten har mange funktioner. Selv om det er ukendt, hvilken knap der gør hvad, når man trykker vil brugeren være i stand til at kontakte Star Command, hovedkvarteret for Buzz Lightyear og hans
allierede. Dragten har også en flydende adamantium-kvælstofs lag, der gør Buzz i stand til at modstå stort set ethvert fysisk angreb.
Buzz's dragt beskytter også mod tomrum og kulde i rummet. Den kan også oversætte alt, hvad han siger til andre sprog, selv en ydrerums dialekt. En optrækkelig hjelm, der dækker Buzz hoved når den er aktiveret, tillader ham at trække vejret i rummet eller på planeter, der mangler et tilstrækkeligt udbud af ilt. Hjelmen aktiveres ved at trykke på den lilla knap på siden af brystets rustning. Når der trykkes første gang, sviger hjelmen automatisk op og lukker sig, når man trykker på knappen igen flipper hjelmen ned igen. For at beskytte mod varmen af tilbagevenden, i re-entry, indeholder dragten en skjold generator.
Dragtens venstre arm har et panel, der kan åbnes for at se en skærm, der indeholder en mission log i håndleddets område for at optage historie og give registre. Det er også der hvor "Made in Taiwan"-skriftet er placeret, et af de afgørende beviser, der fik ham til at indse, at han virkelig var et stykke legetøj. Også beliggende i dette område er ilt målere, en brændstofmåler for jetpacken, og en speaker. Højre arm indeholder de våbensystemer, der udsender en kraftig rød laser ud af de små kanoner på bagsiden af håndleddet. Det er uvist, hvor længe laserens batteri holder, men det er vist, at det kræver en genopladning efter et stykke tid.
Dragten har en rygsæk, der indeholder foldede vinger og boostere, hvilket gør Buzz i stand til at flyve gennem rummet. Den kører på genopladelige brændselsceller. Afhængigt af situationen, kan en anden rygsæk blive fastsat til dragten. Når vingerne, er aktiveret, blinker de med stroboskoplys.

## Hjælpebælte
Som det ses i Toy Story 2, har Buzz et hjælpebælte som en opgradering til sin allerede stærke dragt. Lukkebeslaget af selen aktiverer en anti-tyngdekraft gemt rundt omkring i bæltet. Når der trykkes på den blå knap, skydes, der en blå bobbel ud, der omgiver bæreren, og giver vedkommende mulighed for, at trodse tyngdekraften og flyve uden hjælp af jetpack. På siderne af bæltet, er der to magneter fastsat til opbevaring i klatringssituationer. Magneterne er vist at være i stand til at støtte op til tre pund (1,3 kg), hvilket gør dem ret stærke i forhold til det er legetøjsmagneter. På bagsiden af bæltet, er der et rum, der indeholder en hængekrog, som let kan foldes ud. Strengen af hængekrogen anslås til at være omkring 12 tommer (30 cm) lang og er i stand til at holde fire legetøj uden at flosse.

## Rumdragts varianter
Selv om det er ukendt hvor mange forskellige rumdragter Buzz har, vides det at der er to forskellige serier af dragter. Den første serie består af en modificeret udgave af hans oprindelige dragt, men med forskellige våben. De andre serier er for forskellige redningsmissioner. Der findes tre forskellige typer af rednings-dragter, der er blevet vist indtil nu: Delta, Alpha og Gamma. Delta består af den grundlæggende dragt, og en større jet pack, og en hængekrog. De andre har vist sig at have en lignende udseende, men med forskellige våben.
I oktober 2007, kårede læserne af Empire ham som #1 på Top 20 Greatest Pixar Characters.